# Jörn Redler
Jörn Redler (* 1971) ist ein deutscher Ökonom und Professor für Allgemeine Betriebswirtschaftslehre mit dem Schwerpunkt Marketing an der Hochschule Mainz. Seine Themenschwerpunkte sind das Markenmanagement im Handel, die Gestaltung des Point of Purchase in Läden, Onlineshops oder Printmedien sowie das Management von Unternehmensmarken.

## Leben
Redler wurde in Braunschweig geboren und erlangte die Allgemeine Hochschulreife am Theodor-Heuss-Gymnasium Wolfsburg. Nach einer Berufsausbildung zum Industriekaufmann studierte er Ökonomie an der Justus-Liebig-Universität Gießen sowie an der University of Wolverhampton und schloss 2000 als Diplom-Ökonom ab. Ebenfalls in Gießen wurde Redler 2003 mit der empirischen Dissertation „Management von Markenallianzen – eine Analyse unter besonderer Berücksichtigung der Urteilsbildungsprozesse der Konsumenten“ zum Dr. rer. pol. promoviert. Anschließend war er mehrere Jahre in Managementpositionen tätig. 2011 erfolgte der Ruf an die Duale Hochschule Baden-Württemberg, Standort Mosbach, auf eine Professur für Marketing und Handel. Dort war er außerdem Studiengangsleiter für den Bachelor-Studiengang „BWL - Handel“ sowie wissenschaftlicher Leiter im Master-Studiengang „Business Management - Marketing“. 2018 folgte Redler einem Ruf auf die Professur für Allgemeine Betriebswirtschaftslehre, insbesondere Marketing an der Hochschule Mainz. Seit 2022 ist er Dekan am Fachbereich Wirtschaft der Hochschule Mainz. Er ist Co-Sprecher der AfM – Arbeitsgemeinschaft für Marketing.

## Eigenständige Schriften
- Management von Markenallianzen – eine Analyse unter besonderer Berücksichtigung der Urteilsbildungsprozesse der Konsumenten, Berlin 2003.[8]
- Grundzüge des Marketings, Berlin 2012.[9]
- Mit Markenallianzen wachsen, Berlin 2014.[10]
- Corporate Brand Management (Hrsg. mit F.-R. Esch; T. Tomczak; K. Kernstock und T. Langner), Wiesbaden, 2004.[11]
- Die Store Brand – Einkaufsstätten als Marken verstehen, aufbauen und stärken, Wiesbaden 2018[12]
- Marketing – Principles of Customer-Centric Business Management, Berlin 2021.[13]
- Marketing Klipp & Klar (gemeinsam mit S. Ullrich), Wiesbaden 2021.[14]